# Zasoby ludzkie (film)
Zasoby ludzkie (fr. Ressources humaines) – francusko-brytyjski film fabularny z 1999 roku w reżyserii Laurenta Canteta. Zdjęcia kręcono w Aubevoye, Bagnolet, Porcheville, Gaillon i Le Petit-Quevilly. 

## Fabuła
Franck wraca po studiach do rodzinnego miasteczka. Dostaje stanowisko kierownika w fabryce, w której od 30 lat pracuje jego ojciec. Młody zarządca stara się wyjść naprzeciw oczekiwaniom pracowników. Naraża się jednocześnie przełożonym, co ostatecznie doprowadzi do zwolnień w firmie.

## Obsada
- Jalil Lespert jako Franck
- Didier Emile-Woldemard jako Alain
- Jean-Claude Vallod jako ojciec Francka
- Jean-François Garcia jako François
- Françoise Boutigny jako Betty
- Michel Begnez jako Olivier
- Lucien Longueville jako właściciel fabryki

i inni

## Nagrody i nominacje
Cezary (2001):
Wygrana w kategoriach:
- Najbardziej obiecujący aktor dla Jalila Lesperta

- Najlepszy film debiutancki  dla Laurenta Canteta

oraz
Nominacja w kategorii Najlepszy scenariusz oryginalny lub adaptowany
Nagroda Europejskiej Akademii Filmowej 2000:
- wygrana w kategorii Europejskie odkrycie roku - Prix Fassbinder dla Laurenta Canteta

Międzynarodowy Festiwal Filmowy w Salonikach (1999):
- wygrana w kategorii Najlepszy scenariusz

- nominacja w kategorii Udział w konkursie głównym dla Laurenta Canteta

Międzynarodowy Festiwal Filmowy w San Sebastián (1999):
- wygrana w kategorii Najlepszy debiut reżyserski dla Laurenta Canteta